# 廣瀬騎優
廣瀬 騎優（ひろせ きゆう、1986年3月17日 - ）は、日本リーグのハンドボール選手である。
- 日本リーグの北陸電力ブルーサンダーに所属。
- 身長：181cm、体重：80kg。
- ポジションはゴールキーパー。
- 神戸国際大学卒。
- 社会科の教員免許を取得している。

## 経歴
- 茨木市立北中学校でハンドボールを始め、大阪府立茨木東高等学校、神戸国際大学へ進学。
- 2008年夏、日本リーグでプレーをしたいという夢の実現のため北陸電力ブルーサンダーのトライアウトを受け合格した。
- 大学時代には吉田耕平（大崎オーソル）がオーナーを務める大阪社会人ハンドボールリーグのHC茨木アッシュ・クーレに所属していたことがある。
- 後に友人とHC ADLERを立ち上げ、大阪社会人ハンドボールリーグでプレーした。
- 2008年5月から北陸電力ブルーサンダー入団直前の2009年3月まで兵庫県立宝塚北高等学校のハンドボール部のコーチを無償で務めていた。

## 人物
- 父親は中学校の教員である。
- 非常に弟想いな性格である。
- 趣味はカンフー。
- 好きな女優は綾瀬はるか。
- 自身の24歳の誕生日に髪型を丸刈りにした。その時に床屋で流れていた曲は後に大ヒットする植村花菜のトイレの神様である。
- ウイニングイレブンでは誰にも負けない自信を持っている。
- 長渕剛の大ファンである。

## ブログ無頓着
- 2009年12月14日からlivedoor blogにてブログを展開している。
- ブログ無頓着の名前の由来は不明である。
- 内容は北陸電力ブルーサンダーでの活動から雑談までとバラエティーに富んでいる。
- たびたび２人の弟が登場する。
- ほば毎回、記事の終わりにP.S.のコーナーが設けられており、記事とは直接関係のない短文が書き込まれている。
- コメントに対して廣瀬本人が返信することが多い。